# Aven Armand
Aven Armand (franz. Aven, dt. ‚vertikaler, natürlicher Schacht‘) ist der Name einer Höhle auf dem Causse Méjean in der Nähe des Ortes Meyrueis im Département Lozère in Frankreich. Die Höhle liegt auf einer Meereshöhe von 970 m. Sie trägt den Namen ihres Entdeckers Louis Armand, eines Schmiedes aus dem Weiler Le Rozier, der am 19. September 1897 zum ersten Mal in die Höhle einstieg.

## Entdeckung und Eröffnung für die Öffentlichkeit

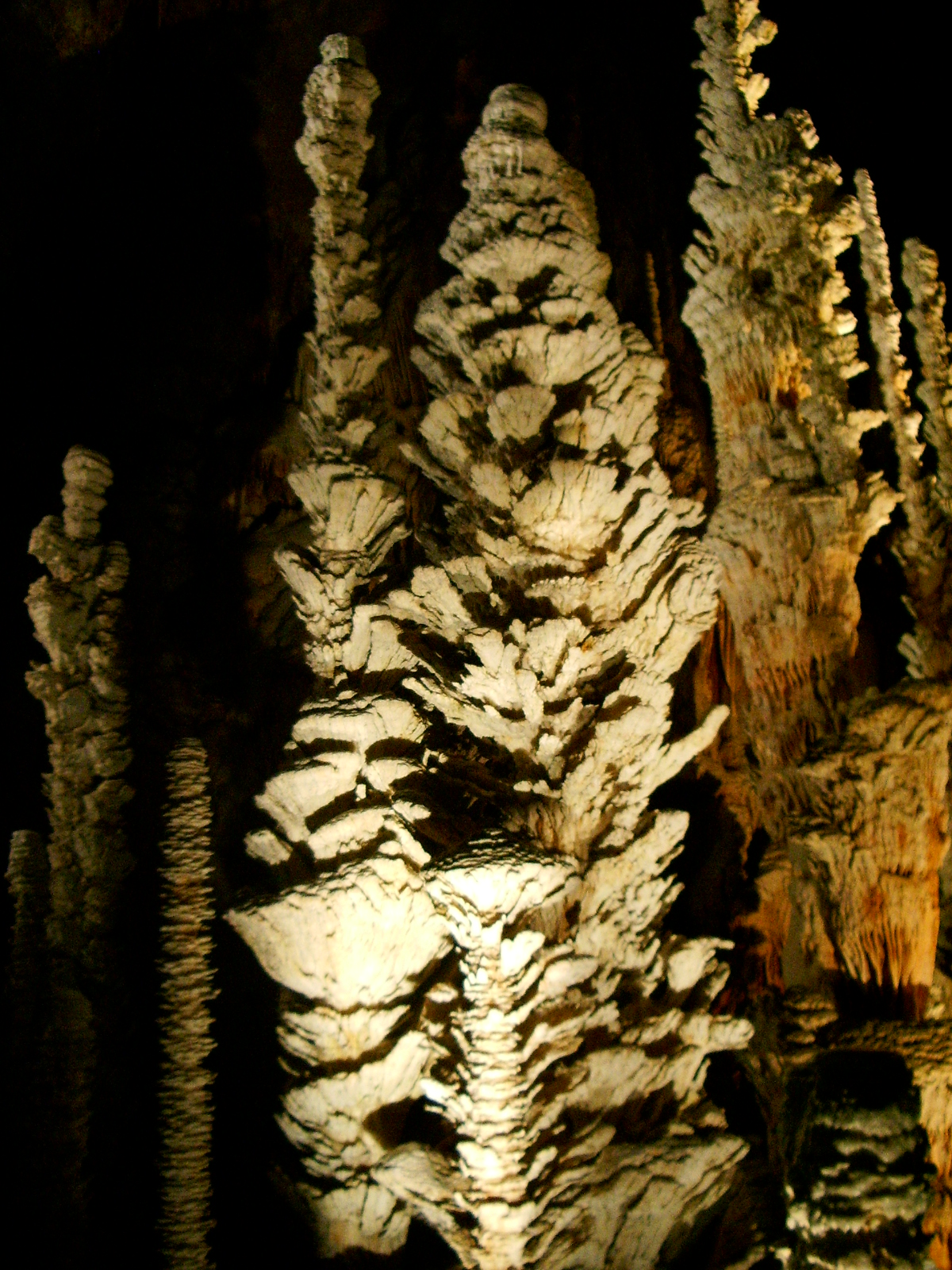
Der große Tellerstapelstalagmit

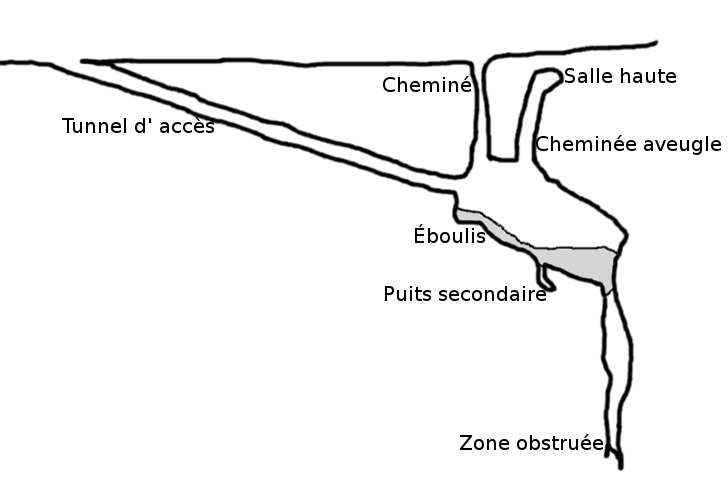
Querschnitt durch die Grotte von Aven Armand.

Die Existenz der Höhle war bekannt, seit die Gegend um Meyrueis bewohnt ist. Ein großer, namensgebender Schacht, genannt cheminée (dt. ‚Schornstein‘), verbindet die Haupthalle mit der Oberfläche, sodass ein wenig Tageslicht in die Höhle eindringen kann. Der Schacht führt etwa 75 Meter vertikal nach unten und ist – wie eine Menge Knochenfunde belegen – einer Reihe von Nutz- und Wildtieren, aber auch einigen unvorsichtigen Menschen zum Verhängnis geworden. Seit das Gebiet ackerbaulich genutzt wurde, warfen Bauern die großen Steine ihrer Felder in den Abgrund, die sonst das Pflügen behinderten. Dadurch wurden viele der Stalagmiten am Boden zerstört, und es entstand eine noch heute vorhandene dicke Schuttschicht. Diese versiegelt sogar einen weiteren, nochmals etwa 90 Meter tiefen und auch einen kleineren Schacht, die am Boden der Grotte beginnen. Erst am 19. September 1897 wagte es Louis Armand, sich zum ersten Mal hier hinabzuseilen.
Am 11. Juni 1927 wurde l’Aven Armand für Touristen eröffnet. Die Erschließung dauerte lange und war aufwändig, weil die Höhle tief unter der Hochfläche liegt. Seit 1963 gelangt man durch einen 208 m langen künstlichen Tunnel mit einer Standseilbahn zur Haupthalle.
Der berühmte Höhlenforscher Édouard Alfred Martel bezeichnete die Höhle als einen Traum aus Tausendundeiner Nacht. Er war der Leiter der ersten Erforschungexpedition in die Höhle, bei der Armand als Entdecker das Vorrecht hatte, zuerst in die Höhle hinabzusteigen. Er war auch die treibende Kraft bei der Erschließung, da er Armand zum Kauf und Ausbau der Höhle riet, um ihm so ein lohnendes Geschäft zu verschaffen. Martel hatte dies selbst mit seiner eigenen Schauhöhle bereits erfolgreich gemacht.

## Geologie der Grotte

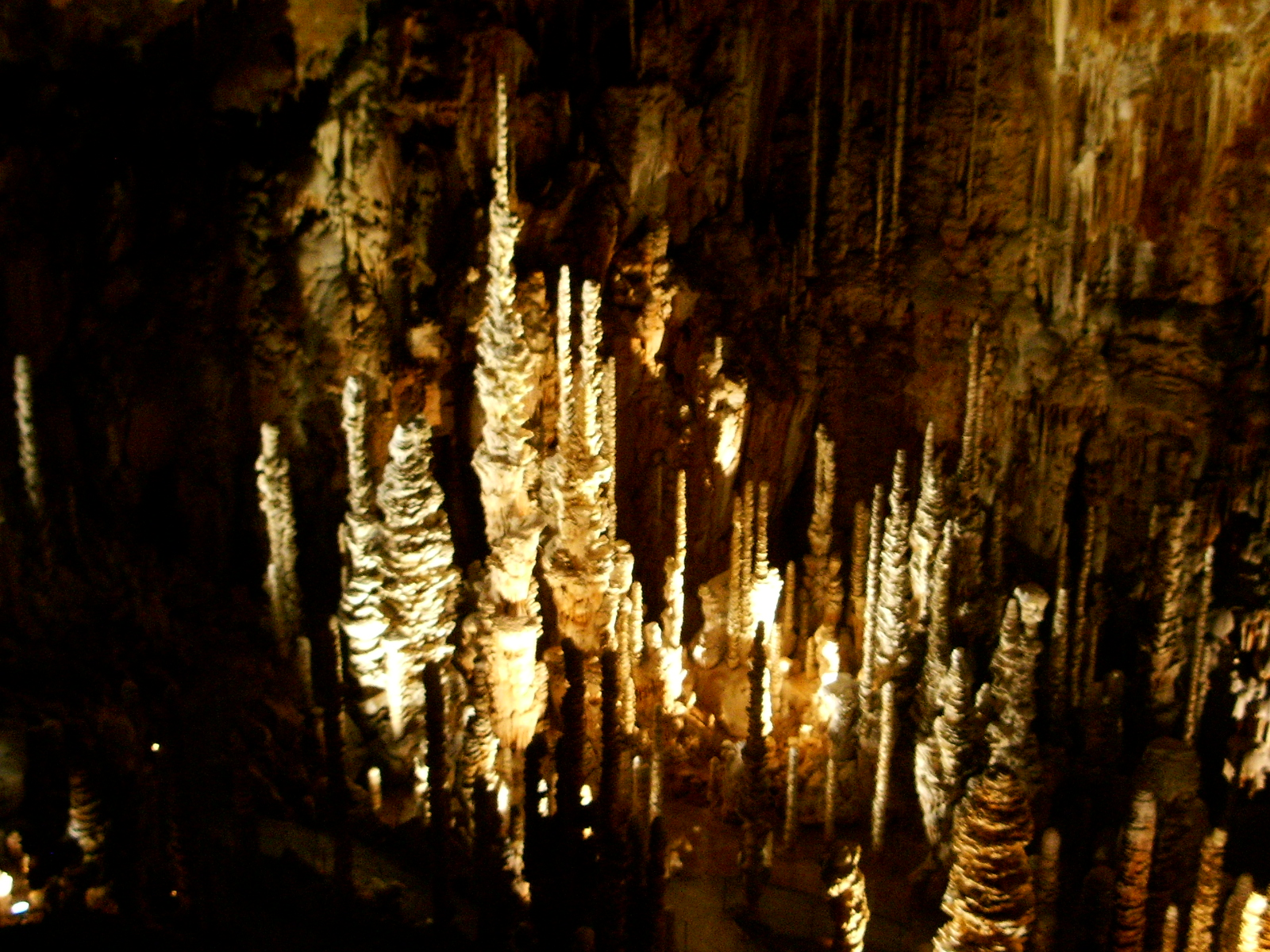
Der Wald der Stalagmiten

Der Hauptsaal ist 110 m lang und 60 m breit, bei einer mittleren Höhe von 45 m. In ihm befindet sich ein „Wald“ von mehr als 400 Stalagmiten. Der durchschnittliche Grottengrund befindet sich 60 m unter der Oberfläche. Aufgrund der Höhe der Halle haben die Stalagmiten eine besondere Form, sogenannte Tellerstapelstalagmiten, die größten bis zu 30 m hoch. Sie zählen damit zu den größten weltweit.
Ihre Form entsteht dadurch, dass die Tropfen des Sickerwassers nicht immer senkrecht herabfallen. Je nach Jahreszeit (Temperaturdifferenzen) und Außenluftdruck herrscht ein geringer Luftzug, der wegen der teilweise sehr großen Fallhöhe eine entsprechende Abweichung verursacht. Im Durchschnitt wachsen die Strukturen ein paar Zentimeter pro Jahrhundert. Ihre Farbe ist durch den Kalkgehalt grundsätzlich weiß, durch verschiedene natürliche Säuren, die vom Regen aus dem Erdreich in die Halle gespült werden, aber auch braun bis gräulich.
Entstanden ist die Grotte vor etwa vier Millionen Jahren. Wasser fraß sich in das Kalkgestein und sickerte ab. Die vertikale Form der Schächte verweist noch auf diese Entstehungsart. Der puit secondaire (dt. ‚zweiter Brunnen‘) und die zone obstruée (dt. ‚versperrte Zone‘) wurden von einer dicken Geröllschicht verschlossen, die sich durch hineingeworfene Steine und Geröll aus der Höhle durch Erosion bildete.